# Erica Banchi
Erica Banchi (Roma, 23 maggio 1987) è un'attrice italiana.

## Biografia
Nasce a Roma il 23 maggio del 1987. Conseguita la maturità Classica è ammessa al Centro Sperimentale di Cinematografia, dove si diploma nel 2008. Comincia a recitare in teatro, ha poi lavorato sia per il cinema che per la televisione. Nel 2011 consegue il Diploma al Conservatorio in pianoforte con il massimo dei voti.
Uno dei suoi primi ruoli importanti è nel 2006, quando recita presso la festa del Cinema con Il cinema va di moda a Roma. Reciterà fino al 2008 in teatro con Romeo & Giuliet.
Nell'autunno 2010 è protagonista della miniserie Paura di amare su Rai 1.

## Filmografia parziale
- The muse - cortometraggio (2008)
- The traitor - cortometraggio (2008)
- Ultima spiaggia, regia di Marco Danieli - cortometraggio Sky (2008)
- Col sangue agli occhi, regia di Lorenzo Sportiello - cortometraggio (2008)
- La questione nucleare, regia di Ugo Fabrizio Giordani - documentario (2009)
- Rex, regia di Andrea Costantini e Marco Serafini (2012)
- Il restauratore - Miniserie TV (2014)
- Don Matteo 10 - serie TV, episodio Resurrezione (2016)
- Sangre en la boca, regia di Hernán Belón (2016)

## Teatro
- Il cinema va di moda presso la "festa del cinema" di Roma (2006)
- Il giardino dei ciliegi, regia di Eljana Popova (2007)
- Dubbi, regia di Lenore Lohman (2007)
- The insurance man, regia di Andreas Bodee (2007)
- Sogno di una notte di mezza estate, regia di Znanievsky (2008)
- Romeo & Giuliet, regia di Eljana Popova (2008)
- Siddharta di Herman Hesse, regia Giovanna Summo (2011)

## Televisione
- Volami nel cuore (2008)
- Paura di amare , regia di Vincenzo Terracciano - miniserie TV (2010-2013)

## Concerti
- Concerto per Giovanni Paolo II  con Filippo Lui al Teatro La Fenice di Venezia (2011)

## Pubblicità
- Costa Crociere (2009)